# 武阳镇 (眉山市)
武阳镇，原为武阳乡，是中华人民共和国四川省眉山市彭山区曾经下辖的一个镇。2019年12月，撤销武阳镇和江口镇，设立江口街道，以原武阳镇和原江口镇所属行政区域为江口街道的行政区域。

## 行政区划
武阳镇撤销前下辖以下地区：
江渎村、泥湾村、茯苓村、五一村、顺江村、泉水村和大塘村。